# EyeHateGod
EyeHateGod is een in 1988 in New Orleans geformeerde sludgemetalband. De invloed van de band op andere muzikanten is groot in vergelijking met hun eigen commerciële succes. Naast de internationaal populairdere Crowbar en Down, wordt de band ondanks het geringe internationale succes beschouwd als een aanzienlijke grootheid van het heavy metal-circuit uit New Orleans. De muziek van EyeHateGod combineert invloeden van hardcore punk, industrial en doommetal. Kenmerkend voor EyeHateGod is het veelvuldige gebruik van feedback van de gitaren en de onbegrijpelijk schreeuwerige zang van Mike Williams. Het artistieke concept van de band is gebaseerd op punk en industrieel. Met hun mix van stijlen wordt de band beschouwd als de grondlegger van sludge. Evenzo wordt de band vanwege de ontvangst van hun tweede studioalbum Take as Needed for Pain beschouwd als degene voor wie de Sludge-stijl is bedacht. Het werk van de band was nauw verbonden met het drugsgebruik van de bandleden. De gebeurtenissen rond de orkaan Katrina worden beschouwd als een keerpunt in de geschiedenis van de band. De nasleep van de orkaan had een bijzondere impact op het leven van de bandleden. Onder meer werd de ontwenning van drugs van zanger Williams onderbroken, waarna hij zijn proeftijdvereisten schond en werd gearresteerd.

## Bezetting
Oprichters
- Jimmy Bower (gitaar)
- Joe Fazzio (drums)
- Chris Hillard (zang)
- Kevin Noonan (basgitaar)
- Marc Schultz (gitaar)

Huidige bezetting
- Mike Williams (zang)
- Jimmy Bower (gitaar)
- Gary Mader (basgitaar)
- Aaron Hill (drums, sinds 2013)

Voormalige leden
- Steve Dale (basgitaar, 1989–1992)
- Marc Schultz (gitaar, basgitaar, 1988–1995)
- Vince LeBlanc (basgitaar, 1995–1997)
- Danny Nick (basgitaar, 2000–2002)
- Joey LaCaze † (drums, 1989–2013)
- Kevin Bond (basgitaar, 1988)
- Chris Hilliard (zang, 1988)
- Joey Delatte (drums, 1988)
- Joe Fazzio (drums, 1988)
- Brian Patton (gitaar, 1993–2018)

Live- en sessieleden
- Dale Crover (drums, 2013)
- Kevin Bond (basgitaar)
- Paul Webb (basgitaar)
- Phil Anselmo (gitaar, zang)
- Seth Putnam (zang)
- Randy Blythe (zang)

## Geschiedenis

### Intellectuele stuiptrekkingen
In het eerste jaar van de band werd EyeHateGod door de constant veranderende bezetting gezien als een losse, informele vereniging van diverse muzikanten, die voor onbepaalde tijd als groep samen jamden. Alleen door de inspanningen van gitarist Jimmy Bower ontstond tussen 1988 en 1989 een constante bandconstellatie. Zijn eerste bandleden waren gitarist Mark Schulz, zanger Chris Hillard, bassist Kevin Noonan en drummer Joe Fazzio. Na een paar actieve maanden verlieten Hillard, Noonan en Fazzio de band en werden vervangen door Joey LaCaze, Mike Williams en Steve Dale. Met deze eerste stabiele opstelling trad de band voor het eerst op in de Storyville Jazz Hall in New Orleans. Dit eerste concert werd uitgevoerd door EyeHateGod op 30 juni 1989 met Soilent Green in het voorprogramma van Exhorder. Het optreden van EyeHateGod werd slecht ontvangen door het publiek en eindigde ermee, dat Williams het publiek uitschold. In hetzelfde jaar nam EyeHateGod de twee demotapes Garden Dwarf Woman Driver en Lack of Almost Everything op, die ze privé verkochten en verstuurden naar verschillende platenmaatschappijen. Het Franse onafhankelijke label Intellectual Convulsion reageerde en contracteerde de band voor een album. Het debuut In the Name of Suffering werd geproduceerd in een kleine studio in Kenner (Louisiana) zonder producenten of professionele geluidstechnici, met het studiopersoneel. Intellectual Convulsion stelde de band een bedrag van $ 1.000 ter beschikking, waarvan $ 800 werd betaald aan de studio en geluidstechnici. Van de resterende $ 200 kocht EyeHateGod alcohol en marihuana. In 1990 bracht het label ongeveer 1.500 tot 2.000 exemplaren uit van het debuutalbum, dat vanwege de geringe vooruitgang en zonder professionele hulp met onvolledige en gedeeltelijk defecte instrumenten werd opgenomen. In 1992 moest Intellectual Convulsion faillissement aanvragen.
EyeHateGod werd echter datzelfde jaar door het Century Media-label gecontracteerd voor zes albums. Century Media publiceerde In the Name of Suffering opnieuw op 1 december 1992 en financierde het daaropvolgende Take as Needed for Pain, waarmee EyeHateGod bekend werd en vele volgende bands beïnvloedde. Met het label was er echter een aanhoudend conflict vanwege het gebrek aan marketingmogelijkheden en het lage commerciële succes van extreme muziek, wat er uiteindelijk toe leidde dat EyeHateGod hun derde studioalbum Dopesick moest opnemen zonder financiële steun van het productiebedrijf. Tijdens de opnamen voor Dopesick deed zich een incident voor dat in pers- en fankringen verheerlijkt werd tot zelfverminking en satanische rituelen. Jimmy Bower beschrijft het incident echter als minder controversieel:
We wilden het effect van het verbrijzelen van glas op de achtergrond gebruiken voor sommige nummers. Mike zong in een donkere kamer en gooide lege flessen om zich heen. Op een gegeven moment stopte hij met zingen, sneed zijn hand en bloedde als een varken. Plots begon hij met zijn bloed dingen als 'Varken' en 'Satan' op de muren te smeren. Maar Billie Anderson (inclusief Neurosis), die gratis produceerde als een oude vriend, vond het helemaal niet grappig en ontbond de vrolijke ronde. Toen we de volgende ochtend bij de studio aankwamen, had een schoonmaakdienst alles al lang verwijderd. Dus geen probleem.
In 1998 werd EyeHateGod ontbonden, nadat zanger Mike Williams een lopende tournee moest onderbreken vanwege gezondheidsproblemen en persoonlijke problemen, die voornamelijk te wijten waren aan zijn drugsverslaving. Williams legde later uit dat de scheiding in de eerste plaats zou moeten dienen tot de oplossing van deze problemen. In 1999 besloot de band opnieuw op tournee door Europa te gaan en nog een studioalbum op te nemen. Nadat de band hun hereniging had aangekondigd, bracht Century Media in januari 2000 de Southern Discomfort-compilatie uit met onafgemaakte studio-opnames en verschillende bijdragen van ep's en compilaties, echter zonder toestemming van de band. Jimmy Bower legde de publicatie van de compilatie uit in een interview met het online tijdschrift Lärmbelästigung.net als een teken van leven dat de band terug is, voordat Confederacy ... uitkwam. Met Confederacy of Ruined Lives bracht EyeHateGod voorlopig hun laatste volledige studioalbum uit in 2000. In 2001 scheidde de band van hun bassist Danny Nick en werd in plaats daarvan Gary Mader bij de band gehaald, die na twee concerten in New Orleans al had mee gedaan tijdens een Japanse tournee. Met hun enige livealbum 10 Years of Abuse (and Still Broke), dat op 29 mei 2001 werd uitgebracht, heeft EyeHateGod hun contract met Century Media waargemaakt.
Op 27 mei 2005 bracht de band via Emetic Records de rariteitenverzameling Preaching the 'End-Time' Message uit met drie demoversies van nieuwe stukken en gingen ze op tournee tot juli 2005 in Amerika. Daarna ging Brian Patton op tournee met Soilent Green. Jimmy Bower was van plan om met Down nieuw materiaal te ontwikkelen en ontmoette in augustus de bandleden Pepper Keenan, Kirk Windstein en Phil Anselmo. Bower kondigde echter ook songwriting-activiteiten aan voor en met EyeHateGod. 

### De orkaan Katrina  en drugs
Op 29 augustus 2005 trof de orkaan Katrina New Orleans. De impact op de stad en haar inwoners was verwoestend. De orkaan leidde tot persoonlijke rampen voor sommige bandleden, die vaak werden besproken bij de receptie van de band.
Gitarist Brian Patton was destijds op tournee met zijn band Soilent Green, waardoor hem persoonlijk de catastrofe bleef bespaard. Toch benadrukte hij in een interview met Metal Center dat iedereen in New Orleans veel had verloren. De voormalige zanger van de band Soilent Green en oude vriend van Patton, Glenn Rambo, werden een slachtoffer van de orkaan en de gevolgen ervan. Bassist Gary Mader en zijn vrouw, die ten tijde van de orkaan in Canal Street woonden, ontvluchtten de stad met financiële steun van journalist Andy Capper. In december 2005 verklaarde Mader dat het grootste deel van zijn huis was vernietigd. In maart 2006 meldde hij dat hij afhankelijk was van vrienden en familieleden om hem vijf maanden lang zonder permanent verblijf te helpen.
Voordat de orkaan toesloeg, vluchtte gitarist Jimmy Bower met zijn moeder naar Lake Charles onder de hoede van familieleden. De familie van Bower bood Pepper Keenan de mogelijkheid om te kamperen met een camper op het terrein van de familie. Bower verklaarde later dat het huis van zijn moeder enige stormschade had opgelopen. In een eerste interview met de webbeheerder van de website van Phil Anselmo vroeg Bower kort na de orkaan om hem informatie te geven over het verblijf en de toestand van Mike Williams.
Tegelijkertijd waren zanger Mike Williams en zijn toenmalige vriendin Alicia Stillman, zangeres van Sludge Band 13, niet bij machte om de stad te verlaten, daarom stalen beiden voor Williams, die in een methadonprogramma zat, de drug met goedkeuring van een politieagent uit een drogisterij en reden naar Morgan City, waar Williams en Stillman verbleven in een motel. De eigenaar van het motel verwittigde de lokale politie en ze werden allebei gearresteerd voor drugshandel. Terwijl Stillman niet werd opgesloten, werd Williams opgesloten zonder adequate medische zorg. In december 2005 uitte Bower zijn ontzetting en woede over de situatie en kondigde aan dat hij de gebeurtenissen in een nieuw album zou verwerken. Hij vergeleek New Orleans met een derdewereldregio en viel lokale en nationale politici verbaal aan.
Williams onderging tijdens zijn hechtenis een ontwenningskuur. De muzikanten, vrienden en fans van de band hebben sindsdien de Free Mike IX-campagne gelanceerd om publieke druk uit te oefenen en Williams vrijlating uit de gevangenis te versnellen. De campagne omvatte T-shirts, webbanners en telefoontjes in interviews en op websites. Nadat Phil Anselmo, die aan de campagne had deelgenomen, $ 150.000 had betaald, werd Mike Williams op 2 december 2005 vrijgelaten na 91 dagen gevangenisstraf. Anselmo nam vervolgens Williams, die na detentie dakloos en berooid was, mee naar zijn pension. Anselmo bood Williams werk aan bij zijn label Housecore Records en richtte met hem de crustcore-band Arson Anthem op. Tot die tijd woonde Williams in het pension van Anselmo. 
Als gevolg van de gebeurtenissen besloten ook Brian Patton, Jimmy Bower en Phil Anselmo om een afkickkliniek te bezoeken. Patton en Bower verklaarden dat vooral de orkaan de manier waarop mensen hun eigen manier van leven waarnemen, veranderde. Zowel Williams als Bower en Patton legden uit dat hun onthouding beperkt was tot drugs, die tot lichamelijke afhankelijkheid leiden. In juni 2006 werd Williams veroordeeld tot een proeftijd van vijf jaar als gevolg van het incident en moest hij gedurende de proeftijd regelmatig een drugstest ondergaan. Als verdere straf werd hij voor het leven uit de stad New Orleans verbannen. Met betrekking tot deze straf verklaarde Williams dat hij niet zou worden gezocht door de politie in de stad en daar zou kunnen blijven, maar in het openbaar in beperkte mate kon optreden. Ondanks deze omstandigheden vatte hij in 2009 het belang van evenementen samen als formatief en solidariteitsgericht, vooral met betrekking tot het muziekcircuit.
Op 10 december 2005 trad de band, wiens leden allemaal waren teruggekeerd naar het omvangrijk verwoeste New Orleans, op in de door de orkaan verwoeste club Juans Flying Burrito in New Orleans en op 18 februari 2006 tijdens het eerste Mardi Gras-festival in Checkpoint Charlie. Brian Patton becommentarieerde de verschijning op Mardi Gras op dezelfde dag als uitdrukking van een levenshouding. Als reactie op de impact van de orkaan op EyeHateGod-leden bracht Emetic Records op 20 maart 2007 het tribute dubbelalbum For the Sick uit met een verscheidenheid aan bands uit de Amerikaanse metal en hardcore underground. Onder andere Brutal Truth, die herenigd werd voor hun bijdrage, Mouth of the Architect, Kylesa, Minsk en Unearthly Trance namen deel met als doel de muzikanten van EyeHateGod te ondersteunen. Om de bandleden te ondersteunen, bracht Century Media de eerste drie albums van de band in 2006 en 2007 opnieuw uit, aangevuld met bonusnummers als demo of live-opnamen, die eerder op compilaties en ep's waren verschenen. Met de heruitgaven van de oude albums heeft Century Media bijgedragen aan het succes en de populariteit van de band en de leden financieel ondersteund in de crisis na Katrina. Williams eerde deze hulp in een interview en benadrukte een verandering in het bedrijfsbeleid. Terwijl het label altijd 'gewoon geld wilde verdienen aan de bands', leek het hem 'alsof er meer fans aan het werk waren'. De gevolgen van de orkaan hebben het schrijfproces in de volgende jaren beïnvloed. Dakloosheid en armoede hebben het leven van de muzikanten beïnvloed. Na de orkaan waren veel van de bandleden bezig de dagelijkse orde in hun leven te herstellen.

### Concentratie op bijprojecten
De EyeHateGod-leden waren al voor de orkaan bij verschillende projecten betrokken. Down is de meest succesvolle formatie met deelname van het EHG-lid en Down-drummer Jimmy Bower via de voormalige Pantera-zanger Phil Anselmo en het Amerikaanse platina-album NOLA uit 1995. Na Katrina was het deze band die als eerste zijproject nieuw materiaal uitbracht. Het album NOLA III: Over the Under werd uitgebracht op 24 september 2007, nadat de band in 2006 al door Europa toerde en top 100-posities bereikte in Duitsland, het Verenigd Koninkrijk en de Verenigde Staten. De publicatie betekende een keerpunt in de geschiedenis van EyeHateGod, omdat Jimmy Bower voortaan Down als hoofdband noemde.
De overgebleven EHG-leden zetten zich in voor een reactie op hun eerdere nevenprojecten en hoofdberoepen zoals Gary Mader en Joe LaCaze, die niet als fulltime muzikant optraden. Niettemin brachten Mader en LaCaze samen met Williams en Patton op 10 november 2008 het debuutalbum Dragging Down the Enforcer uit van het langdurige zijproject Outlaw Order van de EHG-leden zonder Jimmy Bower. Phil Anselmo, die Mike Williams bleef huisvesten, formeerde met hem, Hank Williams III en Collin Yeo de crustcore-band Arson Anthem, wiens eerste titelloze ep op 19 februari 2008 werd uitgebracht. Brian Patton en Soilent Green brachten Inevitable Collapse in the Presence of Conviction uit op 15 april 2008. Andere projecten zoals Corrections House met Mike Williams, Sanford Parker en Scott Kelly volgden in de daaropvolgende jaren.
Williams wees er in 2010 op dat het schrijven van nieuwe muziekstukken, vanwege de veranderingen in de jaren na Katrina en de nieuwe leefomstandigheden en prioriteiten van de individuele bandleden, meer tijd in beslag neemt dan bij eerdere publicaties. Leden van de band waren in conflict gekomen met de wet en de nasleep van Katrina zou het schrijfproces beïnvloeden, evenals het gewicht van Jimmy Bower op Down.

### Terugkeer naar optredens, rondleidingen en publicaties
Na Katrina gaf EyeHateGod aanvankelijk alleen geïsoleerde concerten in New Orleans en Louisiana, omdat alle bandleden actief waren in andere bands of betrokken waren bij persoonlijke aangelegenheden. In 2008 legde Williams uit dat naast de bandactiviteiten van Brian Patton en Jimmy Bower de andere bandcollega's in persoonlijke moeilijkheden verkeerden, wat het moeilijk maakte om snel een album te produceren. Bassist Gary Mader wachtte op een rechtszaak, drummer Joey LaCaze was in een afkickkliniek en zanger Mike Williams werd opnieuw voor twee maanden gevangen gezet wegens een eerder vergrijp tijdens de proeftijd. Een van de concerten die toen plaatsvonden was de 20 jaar oude EyeHateGod-show in One Eyed Jacks in New Orleans op 29 augustus 2008. In juni 2009 verscheen de band voor het eerst op het internationale podium na Katrina op het Franse festival Hellfest in Clisson.
In het najaar van 2009 hervatte EyeHateGod eindelijk hun tournee-activiteit en daarmee de bandactiviteit met een kleine tournee door het zuiden van Amerika. In de jaren daarna volgden voor het eerst tournees door Europa, Amerika en Australië. Deze omvatten optredens op gerenommeerde festivals zoals de Inferno in Oslo 2010, het Roadburn Festival in Tilburg 2010 en het Roskilde Festival in Denemarken op 1 juli 2011, waar de band voor het eerst de nieuwe titel New Orleans is the New Vietnam presenteerde. Sommige tournees en concerten werden begeleid door EHG met een camera en gebundeld in een live document. Op 22 maart 2011 werd de dvd Live uitgebracht op MVD. Op 30 augustus 2012 bracht EyeHateGod de eenzijdige 7″ vinyl single New Orleans is the New Vietnam uit via A389 Recordings ter begeleiding van de komende Europese tournee, die werd voltooid onder de titel Europe is the New Vietnam

### LaCaze's dood, nieuwe albumpublicatie
Nadat de band een korte pauze had genomen, maar geïsoleerde concerten had gegeven in het grotere Louisiana-gebied, ging EyeHateGod van 19 juli tot 20 augustus 2013 opnieuw op tournee door Europa. Terug in New Orleans overleed Joey LaCaze op 23 augustus 2013 op 42-jarige leeftijd in zijn huis aan ademhalingsfalen. De drummer leed sinds zijn jeugd aan ernstige astma. Williams rapporteerde ook over zijn slaapapneusyndroom met enorme ademhalingsonderbrekingen tijdens de Europese tournee. EyeHateGod maakte enkele dagen na het overlijden van het bandlid de doodsoorzaak bekend en opende een donatierekening voor de dochter van LaCaze op de homepage van de band.
EyeHateGod, die in het najaar van 2013 hun 25-jarig bandjubileum wilde vieren met concerten en festivaloptredens, nodigde drummer Dale Crover van The Melvins uit voor een grote show op het Housecore Horror Fest in Austin (Texas) op 27 oktober 2013 en zegden de helft van de geplande concerten af. Williams beschreef het als een eerbetoon aan LaCaze om te spelen met de drummer die hij bewonderde. Ondanks het verlies van een vriend uit de vroege kinderjaren en een van de eerste bandleden, was de ontbinding van de band geen probleem voor de overgebleven EyeHateGod-leden, zoals Bower en Williams benadrukten. Bower wist zeker dat LaCaze de band nooit zou laten ontbinden, hij had er zelfs met hem over gesproken.
Na de dood van Joey LaCaze en de afgelasting van enkele concerten in het najaar van 2013 zocht EyeHateGod in deze periode een nieuwe drummer. Ondanks verzoeken van enkele populaire muzikanten, koos EyeHateGod na de eerste audities voor de onbekende lokale muzikant Aaron Hill zonder de overgebleven muzikanten uit te nodigen om auditie te doen en te praten. De beslissing is met name genomen vanwege de lokale wortels in New Orleans. Hill speelde eerder verschillende instrumenten in kleine bands uit het metal- en punkcircuit in New Orleans, met name speelde hij gitaar in de crustcore-band Gas Miasma met Patrick Bruders van Down en Crowbar. Naast de technische vraag hoe te spelen, lag de focus ook op of en hoe de 29-jarige Aaron Hill zijn weg vond in de sociale structuur van de band en kon deelnemen aan toekomstige songwriting. Volgens Williams is Hill een gek, net als de rest van de bandleden en past hij geweldig in de bandstructuur. De band ging al snel naar de repetitieruimte met het nieuwe lid en oefende met Aaron Hill een verscheidenheid aan EyeHateGod-stukken en speelde nieuwe concerten en rondleidingen.
Van november 2013 tot januari 2014 toerde EyeHateGod met Aaron Hill door Amerika. Een nieuwe tournee door Australië was oorspronkelijk gepland voor januari 2014, maar mislukte vanwege een vermeende fout van de artiestenagent. Alleen op de luchthaven realiseerde de band zich dat het Australische bureau Heathen Skulls geen vliegtickets had geboekt en EyeHateGod de reis naar Australië niet kon beginnen. Door tijdgebrek en tegelijkertijd strenge veiligheidsregels op de Amerikaanse luchthavens was het ook niet mogelijk om snel opnieuw te boeken vanuit eigen financiële middelen. Ter compensatie boekte de band nog een paar concerten in Amerika.
Het vijfde studioalbum van de band werd in mei 2014 uitgebracht na een albumpauze van 14 jaar en een opnameperiode van twee jaar. Het titelloze album EyeHateGod bevat de klassieke, toegeschreven mix van vroege Black Sabbath en late Black Flag met zuidelijke rockelementen. De productie, rauw genoemd, is eenvoudig gehouden en zet riffs op de voorgrond. Het album is de laatste publicatie van de band waaraan Joey LaCaze heeft gewerkt en het eerste album dat de hitparade heeft gehaald. EyeHateGod bereikte een week lang nummer 92 in de Amerikaanse billboard-hitlijsten. Het album was opgedragen aan LaCaze. De publicatie werd grotendeels positief ontvangen en beschreven als een voortzetting van het eerdere werk van EyeHateGod. Met de videoclip voor Medicine Noose werd in juni 2014 de eerste officiële videoclip van de band uitgebracht.

### Gezondheidsproblemen bij Williams
In december 2014 werd Williams gediagnosticeerd met levercirrose met een fatale prognose tijdens een tournee met Corrections House. Na thuiskomst nam Williams contact op met verschillende artsen en richtte hij zich op het veranderen van zijn vorige levensstijl. Als gevolg hiervan annuleerde EyeHateGod begin 2015 een Australische tournee vanwege de gezondheid van Williams. De band hield geheime informatie over de constitutie en ziekte van Williams. Latere concerten en festivaloptredens in Europa en Amerika die later in hetzelfde jaar plaatsvonden, vonden plaats nadat Williams zijn toestand kon stabiliseren met medische ondersteuning. Op 10 april 2015 bracht Century Media de compilatie Original Album Collection uit, die de herziene versies bevatte van de eerste drie albums die in 2006 en 2007 werden gepubliceerd, evenals Confederacy of Ruined Lives in slipcases, met een samengevat boekje.
Na een Amerikaanse tournee met Discharge in april 2016, annuleerde de band een Europese tournee, gepland voor juli en augustus 2016, officieel vanwege persoonlijke en planningsproblemen. Tijdens twee concerten in augustus trad Phil Anselmo op als gastzanger. De verschijning op 10 augustus in New Orleans werd gedocumenteerd door een camerateam. Een twee weken durende Amerikaanse tournee met Discharge en Toxic Holocaust vond plaats in het najaar van 2016 met Randy Blythe van Lamb of God als zanger, omdat Mike Williams de concertreeks niet kon voltooien vanwege gezondheidsproblemen die aanvankelijk niet waren gespecificeerd. Blythe en Anselmo benadrukten dat ze zichzelf alleen als tourneehulp zagen totdat Williams herstelde. Williams legde later uit dat het gebruik van de vervangende zangers en hun selectie te danken was aan zijn initiatief. Hij wilde de band zonder onderbreking actief houden en de gemaakte afspraken nakomen.
De vrouw van Williams, Michelle Maher-Williams, kondigde in november 2016 aan dat Williams tijdens een Amerikaanse tournee een inzinking in zijn hotelkamer had gekregen en opnieuw moest worden gestabiliseerd. Nadat Williams lever en nieren in oktober 2016 faalden en de zanger na medische evaluatie afhankelijk was van een levertransplantatie, zocht Maher-Williams het publiek om de fondsen te genereren via een crowdfundingcampagne. In december van hetzelfde jaar kondigden Crowbar, Goatwhore en EyeHateGod, samen met een groot aantal andere artiesten, in februari 2017 een driedaags benefietfestival aan in het voordeel van Williams onder de titel IX Lives op twee locaties in New Orleans. De opbrengst van ongeveer $ 20.000 werd aan Williams ter beschikking gesteld om een deel van de vervolgkosten van zijn operatie te dekken. Williams keerde terug naar het podium met EyeHateGod op het Berserker Fest in Pontiac (Michigan) op 15 april 2017, als opmaat voor een kleine tournee door Amerika. In juni 2017 kondigde de band aan dat ze aan een ander studioalbum werkten.
Het lopende schrijf- en productieproces voor het album dat volgt op EyeHateGod werd vergezeld door tournees in de Verenigde Staten, Canada en Europa. In de loop van 2018, nog steeds in het tournee- en productieproces, verliet Patton de band om meer tijd met zijn familie door te brengen. Williams omschreef de overgang naar vier bandleden als een permanente verandering en het begin van een nieuw tijdperk in de geschiedenis van de band. In de loop van de aankondiging beweerde Williams dat ze alle vier het album van 2019 wilden afmaken. Patton steunde de band ondanks zijn vertrek, terwijl Bower een operatie aan zijn rechterarm onderging en vervolgens moest herstellen van de operatie.

## Werk en impact

### Muzikale betekenis
Sinds hun debuut heeft de band een belangrijke invloed gehad op de creatie en oprichting van het toen nog niet nader genoemde sludge-genre en het metalcircuit van New Orleans. Volgens Garry Sharpe-Young is EyeHateGod een van de weinige bands die kunnen bogen op het feit dat ze een genre grotendeels zelf hebben gedefinieerd. Robert Müller van Metal Hammer ziet EyeHateGod, naast Crowbar, als de grondlegger van het genre. Mike Williams legde uit dat de term sludge voor het eerst werd gebruikt voor het album Take as Needed for Pain. Hij klaagde over deze classificatie, zoals elke andere genreclassificatie, als zijnde simplistisch en labelend.
Veel bands uit de genres sludge, postmetal en deathdoom beschreven EyeHateGod als een belangrijke inspiratiebron. Pelican noemde EyeHateGod een inspiratie voor lange tijd, Ganon beschreef hun oorsprong als een slechte EyeHateGod-kopie en de bands en projecten die betrokken waren bij het tribute-album For the Sick, zoals Unearthly Trance, Alabama Thunderpussy, Kylesa, Brutal Truth, Raging Speedhorn, Kill the Client en Mouth of the Architect, beschrijven zichzelf als vrienden en fans van de band. Andere bekende sludgebands als Buzzov•en, Iron Monkey en Grief noemden Take as Needed for Pain 'openbaring' of 'bijbel', die een sleutelrol speelde bij het vormgeven van hun stijl. Voormalig EyeHateGod-bassist Marc Schultz voegde toe dat ten tijde van het album elke band uit New Orleans werd beïnvloed door de band en het album.

### Stilistische classificatie
Volgens Williams wordt het werk bij de receptie vaak gezien als 'te veel metal voor punkfans en te veel punk voor metalfans'. Hij verklaarde dat hij zich sinds zijn jeugd meer tot het punk- dan het metalcircuit voelde aangetrokken. Er wordt ook op gewezen dat EyeHateGod vooral wordt gekenmerkt door zijn onafhankelijke geluid. De muziek van de band wordt beschreven als een mix van vroege Black Sabbath en late Black Flag met zuidelijke rockelementen. Met name het Black Flag-album My War en de eerste vier albums van Black Sabbath worden vaak genoemd in recensies en stijlbeschrijvingen. Williams legde uit dat deze beschrijving ook overeenkomt met de invloeden van de band, maar ook met andere invloeden van industrials, doom metal en de blues.
De vaak genoemde Flag/Sabbath-mix plus hebben een heleboel verschillende inspiratiebronnen, zoals Lynyrd Skynyrd, Carnivore, Melvins, St.Vitus, Laughing Hyenas, SPK, Throbbing Gristle, Whitehouse, David Allan Coe, Righteous Pigs, Mississippi John Hurt, Bukka White, Germs, Cockney Rejects, Trouble, Witchfinder General enzovoort. - Mike Williams
Al op het debuutalbum In the Name of Suffering uit 1990 werden alle typische elementen van de stijl en de band opgenomen: een rauwe mix van doommetal en hardcore punk met invloeden van blues en stonerrock, af en toe onderbroken door industriële en noise-uitbarstingen, die altijd wordt vergezeld door de gierende, krakende en brullende zang van Michael Williams. De term sludge, bedacht voor Take as Needed for Pain, wordt vaak gebruikt als stijlconcept, wat de band afwijst als ontoereikend en onbegrijpelijk. Williams beschrijft de stijl als een moderne bluesvariant en bedacht in deze context verschillende stijlbeschrijvingen zoals Hardcore Drug Blues, Modern Drug addled and Alcohol drenched M-F'in' Blues, Southern Hardcore Blues en Down To Earth Motherfucking Post-Amplification Blues. William York van Allmusic noemt de stijl van de band ruw en agressief, tegelijkertijd traag en rauw en een mix van doommetal en hardcore punk met trage gitaren, onbegrijpelijke zang en constante feedback.

### Receptie
Volgens Captain Chaos van Vampster zijn EyeHateGod walgelijk, moeilijk tot punkig en vervormd. In het muziekmagazine Intro wordt het geluid van EyeHateGod beschreven als een chaotische mengelmoes van Black Sabbath en een crustcore sfeer. Aan de hand van het voorbeeld van Preaching the 'End-Time' Message, beschrijft Thom Jurek het geluid van de band als massief, pervers, pissig en vol met laagfrequente vervorming en pijn. Arne Ebner noemt de muziek van de band rauw en agressief, gebroken, traag en zeker in het begin verschrikkelijk voor de onervaren luisteraar.
In recensies worden de schorre en brullende zang van Williams als agressief ervaren en door de verschillende recensenten vergeleken met de 'kreten van een gekweld strottenhoofd' en aangeduid als 'niet-identificeerbare boze opwinding' en 'wreedheden omgezet in pathologisch geluid'. Deze karakteristieke zang wordt soms toegeschreven aan Williams astma, dat hem sinds zijn kindertijd vergezelt. William York wijst erop dat de nummers nauwelijks van elkaar te onderscheiden zijn. De vermeende harmonie van de nummers wordt ook benadrukt op de pagina DeadTide.com. De aangegeven eentonigheid wordt door sommige ontvangers gezien als een punt van kritiek, elders wordt de betekenis van de band in het genre benadrukt door de eentonigheid. Sammy O'Hagar beschrijft de 'lelijke' en 'pijnlijke' eentonigheid als de belichaming van een van de basisideeën van sludge, die volgens hem door veel vertegenwoordigers van het genre wordt genegeerd.

### Doe-het-zelf ethos
Na de contractuele controverse over de productie van het album Dopesick, uitte Jimmy Bower de wens om te worden ontslagen uit het bestaande contract met Century Media om de activiteiten van de band met absolute onafhankelijkheid voort te zetten, naar het voorbeeld van Minor Threat. Dit omvat zowel het ontwerp en de productie van merchandisingartikelen als de distributie van de zelf geproduceerde opnames. Volgens Bower is het leidende principe achter deze inspanningen: totale controle over alle producten om een eigen wereld te creëren. Nadat de band in 2000 hun contract had vervuld, scheidden ze van Century Media. Vanaf dat moment implementeerde EyeHateGod grotendeels doe-het-zelf-ideeën. Williams benadrukte echter dat de band niet geheel onafhankelijk kon optreden en afhankelijk was van professionele hulp. De band begon al vroeg met het zelfstandig plannen en organiseren van tournees. EyeHateGod gebruikt echter mensen die zijn opgeleid in het bedrijfsleven en die het organisatorische overzicht voor de bandleden moeten behouden.
Van de songwriting tot het ontwerp en de productie tot de tournees, werden de na het jaar 2000 volgende publicaties, tournees en merchandisingartikelen onafhankelijk ontwikkeld zonder voorschot van een platenmaatschappij. De bandleden waren er trots op dat ze probeerden op zoveel mogelijk gebieden onafhankelijk te handelen en de winst te behouden. Onafhankelijkheid van een bedrijf garandeerde de band absolute artistieke vrijheid. In 2010 richtte EyeHateGod Take as Needed LLC op, waarvan de medewerkers lid zijn van de band en wiens bassist Gary Mader is geregistreerd als directeur om als rechthebbende op te kunnen treden.

### Songwriting
Nieuwe stukken van de band worden meestal door meerdere muzikanten samen uitgewerkt. Elk van de muzikanten wordt betrokken en presenteert zijn eigen ideeën aan de medemuzikanten, die de andere muzikanten ook implementeren. Sommige muzikanten treden echter op in jamsessies. Omdat hij grotendeels onafhankelijk is van het voornamelijk samenwerkende proces van het schrijven van muziek, schrijft Mike Williams de teksten alleen, maar wisselt hij van gedachten met de muzikanten en wordt hij geïnspireerd door de muziek. De belangrijkste lyrische onderwerpen zijn ervaringen met drugs en geweld, evenals depressie en kwetsbaarheid. Zijn schrijfstijl wordt, net als zijn grafische stijl, beïnvloed door de cut-up techniek van William S. Burroughs II. Met deze methode wil Williams zijn teksten onbegrijpelijk, cryptisch en irritant maken. Daarnaast geeft hij toe de teksten in de studio af en toe aan te passen aan het ritme en de flow van de muziek.

### Ontwerpconcept
Het artistieke concept dat aan de band ten grondslag ligt, gaat terug naar Mike Williams. De door Williams geprefereerde esthetiek van knippen en plakken is te vinden in alle publicaties en gaat volgens Williams terug naar SPK en Discharge. De collagetechniek met zwart-witfoto's is voornamelijk ontleend aan Discharge, die echter werkte met oorlogsbeelden. De medische beeldselectie is echter geleend van SPK. Joey LaCaze voegde eraan toe dat de vaak gebruikte afbeeldingen van huidziekten afkomstig waren van zijn moeder, die voor een dermatoloog werkte en verschillende medische boeken had, die volgens LaCaze alleen de interesse van LaCaze en Williams in deze afbeeldingen rechtvaardigden. Naast medische foto's gebruikt EyeHateGod pornografische foto's uit de jaren 1970, vooral het Bdsm-circuit, evenals occulte symbolen en afbeeldingen van wapens voor het grafische ontwerp van hun geluidsdragers. De foto's zijn verwerkt tot collages in de boekjes. Als een ander onderdeel dat volgens Williams bedoeld is om consumenten te irriteren, gebruikt de band dezelfde collagetechniek om tekstpassagen aan de nummers toe te voegen zonder hun titels te noemen en mengt ze met citaten uit kranten. Na zijn toelating tot de band kreeg Gary Mader de taak van artistiek ontwerper op basis van zijn computervaardigheden. Desalniettemin bleef Williams bijdragen aan het ontwerpconcept.
Arne Eber schrijft de collagetechniek toe aan een verduidelijking van het doe-het-zelf-idee. De gekozen motieven en symbolen en de rauwe uitvoering van het ontwerp moeten emotionele reacties uitlokken en een sfeer creëren die de muziek ondersteunt. Zinspelingen op onderdrukking, drugsmisbruik en het bovennatuurlijke maken integraal deel uit van het ontwerpconcept.

### De bandnaam
Ondertussen gaat de naam terug naar Chris Hilliard, een voormalig lid van de band. Hilliard was korte tijd zanger van de band voordat de eerste demo-opnamen plaatsvonden. Volgens Williams kreeg Hilliard kort na de naamgeving een mentale inzinking. Direct na zijn verblijf in de psychiatrie nam hij afstand van de band. Jimmy Bower vertelt aan Tom Denny dat Hilliard later een gelovige christen werd en Bower wilde overtuigen de bandnaam te laten vallen. De naam wordt vaak ten onrechte geassocieerd met een satanische uitdrukking. Bower legt het concept achter de naam uit als een cynische religieuze opmerking: Het idee was dat als God kon zien wat hij had gemaakt, hij zichzelf zou haten. Als verdere interpretatie geeft hij de relatie met materiële goederen en drugs: hij houdt zich bezig met geloof of verslaving, mensen die geloven dat drugs of geld God zijn. Volgens Williams is de naam gebaseerd op een religieus-conceptuele overweging van Hilliards, die het belang van het oog als zintuig benadrukt en daarmee de naam, die voor het eerst werd geschreven in een artikel als The EyeHateGod, uit de veelal geassocieerde uitspraak 'Ik haat God' naar een term als 'De EyeHateGod' voor het door Hilliard bedachte beeld van God, verwijderd.
Mike Williams beschrijft de bandnaam ook als een concept over externe regelgeving. Zo verwijst hij de naam naar het religieuze idee dat God menselijke beslissingen rechtvaardigt of gebaseerd is op verslavend gedrag op basis van sociale omstandigheden. De band gebruikt een coherente spelling met hoofdletters, terwijl de pers meestal afziet van hoofdletters. Het opschrift daarentegen gebruikt op geluidsdragers en handelsartikelen bestaat uitsluitend uit hoofdletters. Spelling met afzonderlijke zelfstandige naamwoorden is zeldzaam, meestal in gedrukte recensies of interviews uit de beginjaren van de band.

### Bijprojecten
Naast hun werk voor EyeHateGod zijn alle muzikanten ook actief in andere bands. Gitarist Jimmy Bower is actief als drummer van de band Down en was tijdelijk lid van Crowbar en Corrosion of Conformity en een vaste gitarist van de band Superjoint Ritual. De andere leden van de band richtten ook het metalproject Outlaw Order op, dat ook onder de titel 00% op de markt wordt gebracht. Mike Williams werkt voor Phil Anselmo's label Housecore Records, waar het gezamenlijke crustcore-project Arson Anthem onder contract staat. Gebaseerd op het boek Cancer as a Social Activity van Mike Williams, werd het Corrections House-project opgericht door Sanford Parker, Bruce Lamont, Scott Kelly en Williams. In 2010 richtte Williams het postindustriële project The Guilt Øf… op. Voorheen tweede gitarist Brian Patton speelt gitaar voor de sludgeband Soilent Green. Joey LaCaze onderhield verschillende elektro-industriële projecten en was actief als voodoo-drummer. Bower en LaCaze formeerden samen met andere muzikanten uit de NOLA-scene in 1996 het Southern Rock-project The Mystick Krewe of Clearlight, waaraan Scott 'Wino' Weinreich en Pepper Keenan gastzang bijdroegen.

## Discografie
Studioalbums
- 1990: In the Name of Suffering
- 1993: Take as Needed for Pain
- 1996: Dopesick
- 2000: Confederacy of Ruined Lives
- 2014: EyeHateGod

Singles
- 1994: Ruptured Heart Theory
- 2004: 99 Miles of Bad Road
- 2012: New Orleans is the New Vietnam
- 2014: The Liar's Psalm

Split-publicaties
- 1994: EyeHateGod/13 I (met 13)
- 1995: EyeHateGod/13 II (met 13)
- 1997: In these Black Days Vol.1 (met Anal Cunt)
- 2002: The Age of Bootcamp (ett Soilent Green)
- 2004: I Am the Gestapo (met Cripple Bastards)
- 2015: Eyehategod/Psycho (met Psycho)
- 2016: Eyehategod/Bl'ast (met Bl'ast)

Demos
- 1988: Garden Dwarf Woman Driver
- 1990: Lack of Almost Everything

Livealbums
- 2001: 10 Years of Abuse (and Still Broke)

Compilaties
- 2000: Southern Discomfort
- 2005: Preaching the 'End-Time' Message
- 2015: Original Album Collection

DVD's
- 2004: Live in Tokyo
- 2011: Live